# Большая Черемшанка (приток Оби)
Большая Черемшанка — река, правый приток реки Обь. Устье реки находится в 13 км от устья протоки Старая Обь, которая впадает в Обь справа в 3380 км от устья в районе населённого пункта Белоярск Алтайского края. Средняя ширина русла не превышает 10 м. В нижнем течении соединяется с многочисленными протоками в пойме реки Обь. Весной, в период второго половодья на Оби, Большая Черемшанка сливается полностью с затопленной поймой Оби.
Площадь водосборного бассейна — 717 км².
Длина реки — 62 км, по другим данным — 54 км.
В реке обитают следующие породы рыб: лещ, плотва, окунь, щука, налим, ёрш.

## Притоки
- 2 км: Малая Черемшанка
- 42 км: Зудилиха

## Данные водного реестра
По данным государственного водного реестра России относится к Верхнеобскому бассейновому округу, водохозяйственный участок реки — Обь от города Барнаул до Новосибирского гидроузла, без реки Чумыш, речной подбассейн реки — бассейны притоков (Верхней) Оби до впадения Томи. Речной бассейн реки — (Верхняя) Обь до впадения Иртыша.